# 1304
- Wikisource

| Calendário gregoriano                                                        | 1304 MCCCIV                                           |
| Ab urbe condita                                                              | 2057                                                  |
| Calendário arménio                                                           | 753 – 754                                             |
| Calendário bahá'í                                                            | -540 – -539                                           |
| Calendário budista                                                           | 1848                                                  |
| Calendário chinês                                                            | 4000 – 4001 Início a 6 de fevereiro (aproximadamente) |
| Calendário copta                                                             | 1020 – 1021                                           |
| Calendário etíope                                                            | 1296 – 1297                                           |
| Calendários hindus - Vikram Samvat - Calendário nacional indiano - Cáli Iuga | 1359 – 1360 1225 – 1226 4404 – 4405                   |
| Calendário Holoceno                                                          | 11304                                                 |
| Calendário islâmico                                                          | 703 – 704                                             |
| Calendário judaico                                                           | 5064 – 5065                                           |
| Calendário persa                                                             | 682 – 683                                             |
| Calendário rúnico                                                            | 1554                                                  |
| Calendário solar tailandês                                                   | 1847                                                  |

1304 (MCCCIV, na numeração romana) foi um ano bissexto do Calendário Juliano, da Era de Cristo, e as suas letras dominicais foram  E e D (53 semanas), teve início a uma quarta-feira e terminou a uma quinta-feira.
| Ano completo                           |
| -------------------------------------- |
| Ano bissexto com início à quarta-feira |

## Nascimentos
- 20 de Julho - Francesco Petrarca, escritor, poeta e humanista italiano.

## Mortes
- Gonçalo González de Ávila, foi Senhor de Villafranca, n. 1290.
- Fernando Rodrigues de Castro, Senhor de Lemos e Sarria, n. 1260.